# Iłowa
Iłowa (in tedesco Halbau) è un comune urbano-rurale polacco del distretto di Żagań, nel voivodato di Lubusz.
Ricopre una superficie di 153,05 km² e nel 2004 contava 7 157 abitanti.